# Paris Grand Slam 2023
Navigation
Édition précédente Édition suivante
Le Paris Grand Slam 2023 se déroule le 4 et 5 février 2023 à l'Accor Arena en France. Il s’agit de la quarante-neuvième édition du tournoi de Paris organisé par la Fédération Française de Judo.
La France termine en tête du tableau des médailles en s'adjugeant quatre titres sur les quatorze compétitions au programme.

## Organisation

### Lieu de la compétition
Depuis la vingt-sixième édition, en 2000, le Grand Slam de Paris se déroule au palais omnisports de Paris-Bercy. A cette occasion, la salle est aménagée pour accueillir quatre surfaces de combats et treize mille spectateurs en simultané.

### Calendrier
| Épreuve ↓ / Date → | Épreuve ↓ / Date → | Sa 4 | Sa 4 | Di 5 | Di 5 |
| Épreuve ↓ / Date → | Épreuve ↓ / Date → | M    | S    | M    | S    |
| ------------------ | ------------------ | ---- | ---- | ---- | ---- |
| Hommes             | Moins de 60 kg     | Q    | F    |      |      |
| Hommes             | Moins de 66 kg     | Q    | F    |      |      |
| Hommes             | Moins de 73 kg     | Q    | F    |      |      |
| Hommes             | Moins de 81 kg     |      |      | Q    | F    |
| Hommes             | Moins de 90 kg     |      |      | Q    | F    |
| Hommes             | Moins de 100 kg    |      |      | Q    | F    |
| Hommes             | Plus de 100 kg     |      |      | Q    | F    |
| Femmes             | Moins de 48 kg     | Q    | F    |      |      |
| Femmes             | Moins de 52 kg     | Q    | F    |      |      |
| Femmes             | Moins de 57 kg     | Q    | F    |      |      |
| Femmes             | Moins de 63 kg     | Q    | F    |      |      |
| Femmes             | Moins de 70 kg     |      |      | Q    | F    |
| Femmes             | Moins de 78 kg     |      |      | Q    | F    |
| Femmes             | Plus de 78 kg      |      |      | Q    | F    |

| - M : combats le matin - S : combats le soir - Q : éliminatoires et quarts de finales - F : repêchages, demi-finales et combats pour les médailles |

## Participants

### Nations participantes
| Afrique | Amériques | Asie | Europe | Océanie                                |
| --- | --- | --- | --- | -------------------------------------- |
| - Algérie (4) - Angola (4) - Bénin (1) - Cameroun (1) - Côte d'Ivoire (3) - Comores (2) - Djibouti (1) - Gabon (4) - Gambie (2) - Guinée (4) - Guinée-Bissau (1) - Madagascar (3) - Maroc (1) - Mozambique (3) - Niger (1) - Ouganda (2) - République centrafricaine (4) - République démocratique du Congo (4) - Rwanda (1) - Sénégal (5) - Togo (2) - Tunisie (2) | - Argentine (8) - Brésil (26) - Canada (7) - Chili (3) - Colombie (1) - Cuba (10) - Équateur (6) - États-Unis (14) - Haïti (6) - Pérou (1) - République dominicaine (6) - Uruguay (1) - Venezuela (2) | - Bahreïn (3) - Corée du Sud (21) - Émirats arabes unis (5) - Inde (2) - Israël (15) - Japon (9) - Kazakhstan (28) - Kirghizistan (6) - Liban (3) - Mongolie (21) - Ouzbékistan (7) - Qatar (2) - Turkménistan (10) - Taipei chinois (2) | - Allemagne (18) - Autriche (4) - Azerbaïdjan (9) - Belgique (7) - Chypre (9) - Croatie (1) - Danemark (3) - Estonie (1) - Espagne (12) - Finlande (3) - France (56) - Géorgie (12) - Grande-Bretagne (8) - Grèce (2) - Hongrie (4) - Irlande (3) - Italie (3) - Kosovo (5) - Lituanie (3) - Moldavie (7) - Monaco (1) - Pays-Bas (12) - Pologne (5) - Portugal (7) - Serbie (2) - Slovaquie (1) - Slovénie (4) - Suisse (2) - Tchéquie (5) - Turquie (15) - Ukraine (8) | - Australie (5) - Nouvelle-Zélande (3) |
| 22 pays | 13 pays | 14 pays | 31 pays | 2 pays                                 |

## Médaillés

### Hommes
| Épreuves        | Or                    | Argent                 | Bronze                    |
| --------------- | --------------------- | ---------------------- | ------------------------- |
| Hommes          |                       |                        |                           |
| Moins de 60 kg  | Balabay Aghayev       | Cédric Revol           | Kamoliddin Bakhtiyorov    |
| Moins de 60 kg  | Balabay Aghayev       | Cédric Revol           | Lee Ha-rim                |
| Moins de 66 kg  | Bogdan Iadov          | Erkhembayar Battogtokh | Denis Vieru               |
| Moins de 66 kg  | Bogdan Iadov          | Erkhembayar Battogtokh | Jaehong An                |
| Moins de 73 kg  | Lasha Shavdatuashvili | Daniel Cargnin         | Daniyar Shamshayev        |
| Moins de 73 kg  | Lasha Shavdatuashvili | Daniel Cargnin         | Uranbayar Odgerel         |
| Moins de 81 kg  | Tato Grigalashvili    | Timo Cavelius          | Alpha Oumar Djalo         |
| Moins de 81 kg  | Tato Grigalashvili    | Timo Cavelius          | François Gauthier-Drapeau |
| Moins de 90 kg  | Noël van 't End       | Murad Fatiyev          | Iván Felipe Silva         |
| Moins de 90 kg  | Noël van 't End       | Murad Fatiyev          | Luka Maisuradze           |
| Moins de 100 kg | Michael Korrel        | Dzhafar Kostoev        | Peter Paltchik            |
| Moins de 100 kg | Michael Korrel        | Dzhafar Kostoev        | Zelym Kotsoiev            |
| Plus de 100 kg  | Teddy Riner           | Hyōga Ōta              | Alisher Yusupov           |
| Plus de 100 kg  | Teddy Riner           | Hyōga Ōta              | Jaegu Youn                |

### Femmes
| Épreuves       | Or                  | Argent           | Bronze                   |
| -------------- | ------------------- | ---------------- | ------------------------ |
| Femmes         |                     |                  |                          |
| Moins de 48 kg | Blandine Pont       | Milica Nikolic   | Mireia Lapuerta Comas    |
| Moins de 48 kg | Blandine Pont       | Milica Nikolic   | Abiba Abuzhakynova       |
| Moins de 52 kg | Distria Krasniqi    | Réka Pupp        | Gefen Primo              |
| Moins de 52 kg | Distria Krasniqi    | Réka Pupp        | Amandine Buchard         |
| Moins de 57 kg | Priscilla Gneto     | Jessica Klimkait | Daria Bilodid            |
| Moins de 57 kg | Priscilla Gneto     | Jessica Klimkait | Haruka Funakubo          |
| Moins de 63 kg | Gili Sharir         | Nami Nabekura    | Angelika Szymanska       |
| Moins de 63 kg | Gili Sharir         | Nami Nabekura    | Maylin del Toro Carvajal |
| Moins de 70 kg | Ai Tsunoda Roustant | Marie-Ève Gahié  | Ellen Froner             |
| Moins de 70 kg | Ai Tsunoda Roustant | Marie-Ève Gahié  | Kim Polling              |
| Moins de 78 kg | Audrey Tcheuméo     | Chloé Buttigieg  | Guusje Steenhuis         |
| Moins de 78 kg | Audrey Tcheuméo     | Chloé Buttigieg  | Lee Jeong-yun            |
| Plus de 78 kg  | Kim Ha-yun          | Akiba Maya       | Romane Dicko             |
| Plus de 78 kg  | Kim Ha-yun          | Akiba Maya       | Julia Tolofua            |

## Tableau des médailles
Le tableau suivant présente les nations participantes au classement des médailles de leurs athlète :
- Pays organisateur (France)

| Rang  | Nation              | Or | Argent | Bronze | Total |
| ----- | ------------------- | -- | ------ | ------ | ----- |
| 1     | France              | 4  | 3      | 4      | 11    |
| 2     | Pays-Bas            | 2  | 0      | 2      | 4     |
| 3     | Géorgie             | 2  | 0      | 1      | 3     |
| 4     | Azerbaïdjan         | 1  | 1      | 1      | 3     |
| 5     | Corée du Sud        | 1  | 0      | 4      | 5     |
| 6     | Israël              | 1  | 0      | 2      | 3     |
| 7     | Espagne             | 1  | 0      | 1      | 2     |
| 7     | Ukraine             | 1  | 0      | 1      | 2     |
| 9     | Kosovo              | 1  | 0      | 0      | 1     |
| 10    | Japon               | 0  | 3      | 1      | 4     |
| 11    | Brésil              | 0  | 1      | 1      | 2     |
| 11    | Canada              | 0  | 1      | 1      | 2     |
| 11    | Mongolie            | 0  | 1      | 1      | 2     |
| 14    | Allemagne           | 0  | 1      | 0      | 1     |
| 14    | Émirats arabes unis | 0  | 1      | 0      | 1     |
| 14    | Hongrie             | 0  | 1      | 0      | 1     |
| 14    | Serbie              | 0  | 1      | 0      | 1     |
| 18    | Cuba                | 0  | 0      | 2      | 2     |
| 18    | Kazakhstan          | 0  | 0      | 2      | 2     |
| 18    | Ouzbékistan         | 0  | 0      | 2      | 2     |
| 21    | Moldavie            | 0  | 0      | 1      | 1     |
| 21    | Pologne             | 0  | 0      | 1      | 1     |
| Total | Total               | 14 | 14     | 28     | 56    |